# Ormosia glaberrima
Ormosia glaberrima är en ärtväxtart som beskrevs av Y.C.Wu. Ormosia glaberrima ingår i släktet Ormosia och familjen ärtväxter. Inga underarter finns listade i Catalogue of Life.